# Burg Džbán (Mittelböhmen)
Die Burg Džbán, auch als Čbán bzw. Držemberk bezeichnet, befand sich westlich der Ortschaft Lhota pod Džbánem im Džbán-Bergland in Tschechien. Ihr eigentlicher Name ist unbekannt.

## Geographie
Die Reste der abgegangenen Spornburg liegen gegenüber der Bahnstation Mutějovice und der von der Bahnstrecke Rakovník–Louny zur ehemaligen Grube Perun führenden Zweigbahn am Ende eines langgestreckten Plänerkammes auf einem Sporn über der Schlucht Vrata. Nördlich der Ruine befindet sich der Eisenbahntunnel Džbán. Umliegende Ortschaften sind Domoušice im Norden, Filipov im Nordosten, Lhota pod Džbánem im Osten, Perun und Mutějovice im Süden sowie Kounov im Westen.

## Geschichte
An der Stelle der Burg befand sich bereits eine frühzeitliche Burgstätte der Hallstattkultur. Später entstand auf dem Sporn im Grenzwald eine slawische Burganlage, die wahrscheinlich dem Schutz des Stammesgebietes der Přemysliden gegen die Lutschanen diente.
An deren Stelle wurde etwa im 13. Jahrhundert eine große und mächtige Burganlage erbaut, über die keinerlei schriftliche Zeugnisse vorhanden sind. Es wird angenommen, dass sie entweder in der 1. Hälfte des 13. Jahrhunderts entstand und König Wenzel I. vor der Errichtung der Burg Křivoklát als Jagdburg diente oder aber am Übergang vom 13. zum 14. Jahrhundert errichtet wurde. Möglicherweise diente sie auch der Bewachung des durch die Schlucht führenden Weges. Ein in der Ruine gefundener Schlussstein trug die Jahreszahl 1273, ob dies das Jahr der Erbauung war, lässt sich nicht beweisen.
Auch über den Untergang der Burg ist nichts bekannt. Eine bei der Beforstung aufgefundene Ascheschicht sowie rotgebrannte Steine deuten auf eine Zerstörung durch einen Brand hin. Bei archäologischen Grabungen wurde aber auch festgestellt, dass der tiefe Burggraben den geologischen Unterbau des Plänerplateaus stark beschädigt hatte und darin zwei Sprünge entstanden waren. Daher ist es auch wahrscheinlich, dass die Burg wegen des Verlustes ihrer Statik bereits zum Ende des 13. Jahrhunderts wieder aufgegeben werden musste. Nach anderer Auffassung erfolgte ihre Zerstörung 1318 während der zwischen Žatec und Rakovník stattgefundenen Kämpfe zwischen Wilhelm Zajíc von Waldeck und König Johann von Luxemburg.
Die erste schriftliche Erwähnung erfolgte 1516 im Rakovníker Stadtbuch im Zusammenhang mit der Anfuhr von Steinen aus dem Kalkbruch beim wüsten Schloss im Čbán. Václav Hájek z Libočan benannte sie 1541 in seiner Böhmischen Chronik nach dem damaligen Namen des Höhenzuges Džbán als Burg Čbán.

## Bauliche Anlage

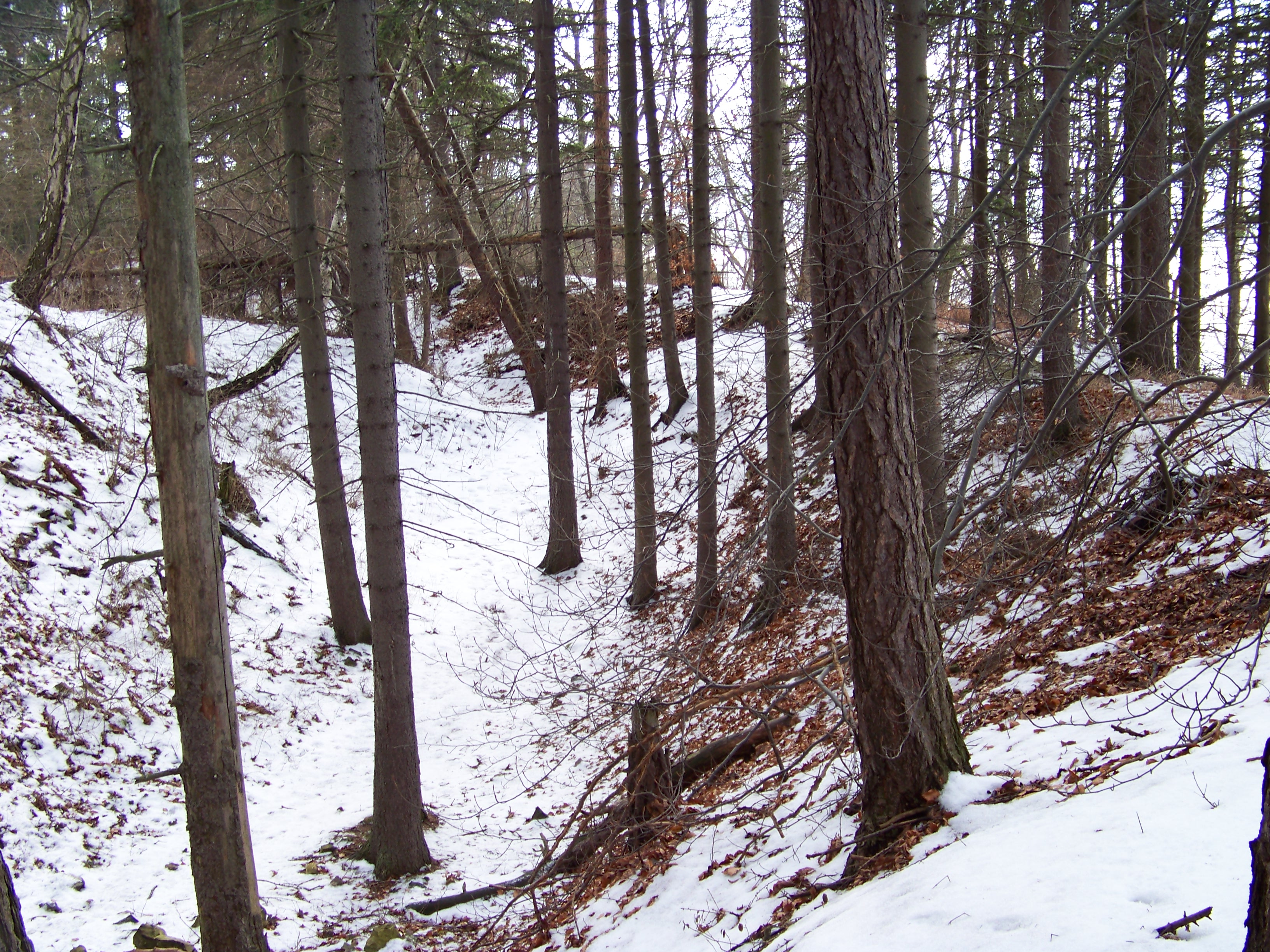
Westlicher Burggraben und Wall

Die gegen Norden, Westen und Süden von Abhängen umgebene 200 × 300 Meter große Anlage mit einem dreiecksähnlichen polygonalem Grundriss bestand im Kern aus einer Kastellburg französischer Bauart mit einer Abmessung von 60 × 45 Metern, deren periphere Bauten von mächtigen Mantelmauern aus Pläner umgeben waren. Die Front der Burg mit drei Rundtürmen, von denen der südliche der größte war, lag nach der Ostseite. In einem dieser Türme soll der Burgbrunnen gewesen sein. An der Westseite befand sich wahrscheinlich ein weiterer, viereckiger Turm. Von Südosten führte der sogenannte Grafensteig auf die Burg. Ein tiefer Ringgraben mit Wällen umschloss die Anlage von allen Seiten.
Bis ins 19. Jahrhundert waren die Überreste der drei Rundtürme erhalten. Durch den Abbau von Pläner wurde die Ruine am Übergang vom 19. zum 20. Jahrhundert stark beschädigt.
Heute sind auf dem Gelände zahlreiche Mauerreste sowie kleinere Relikte eines der Rundtürme und Teile des Burggrabens und des Walles erhalten. In Folge einer Bewaldung des Geländes ist die gesamte Burganlage mit Hochwald überwachsen.